# Help the Aged
Help the Aged is een nummer van de Britse alternatieve rockband Pulp uit 1997. Het is de eerste single van hun zesde studioalbum This Is Hardcore.
De tekst van "Help the Aged" is een sarcastische weerspiegeling van het ouder worden van zanger Jarvis Cocker. De satirische tekst werd niet gewaardeerd door gitarist Russell Senior, die probeerde te voorkomen dat het nummer op single werd uitgebracht en, voordat dat daadwerkelijk gebeurde, de band verliet. Het nummer werd een grote hit in het Verenigd Koninkrijk, waar het de 8e positie bereikte. In Nederland was het nummer minder succesvol; daar haalde het de 100e positie in de Single Top 100. 